# Josefa Chamorro
Josefa Chamorro, també coneguda com Chepa Chamorro (Granada, Nicaragua, 1778- Granada, 30 de maig de 1843), va ser una heroïna de les insurreccions independentistes de Nicaragua que van tenir lloc entre el 22 de desembre de 1811 i 25 d'abril de 1812.
El seu nom figura en l'obelisc de la Placeta de los Leones de la ciutat nicaragüenca de Granada, que commemora els herois i heroïnes de la independència de l'Amèrica Central. Chamorro també apareix en un sonet del poeta nicaragüenc Enrique Fernández Morales.

## Biografia
Josefa Chamorro era una dona de l'alta societat nicaragüenca. Filla de Rafaela Occonor y Salafranca i del sergent major don Diego de Chamorro de Sotomayor y Murga de Villavicencio, que va morir mesos abans del seu naixement. Josefa Chamorro es va casar en dues ocasions, primer amb José Francisco Vega, i més tard amb José Ignacio Argüello. La seva fortuna era considerada una de les més importants de Granada i tot Chontales. Va morir el 30 de maig de 1843, als 65 anys d'edat. Va ser sepultada en la nau central de l'antiga parròquia de Granada, al centre de l'Arc Toral.

## Participació a la insurrecció

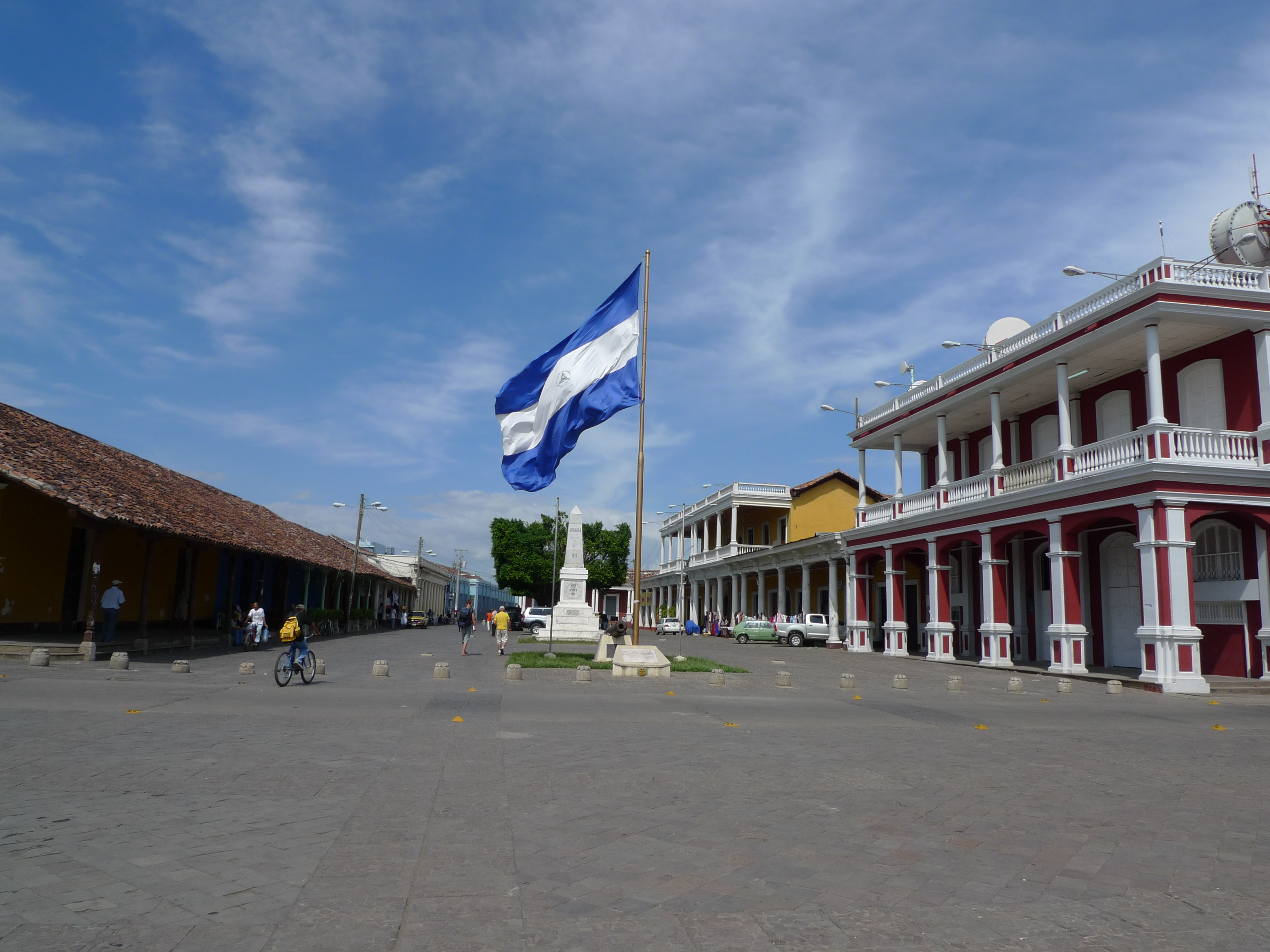
Plaza de la Independencia i Plazuela de los Leones de Granada.

Segons afirma el prestigiós historiador nicaragüenc Tomás Ayón, Josefa Chamorro va ser empresonada per col·laborar amb la resistència de la ciutat de Granada contra les tropes del Rei entre el 22 de desembre de 1811 e lo 25 d'abril de 1812. Com a conseqüència del seu suport a aquest aixecament, a més de la privació de llibertat, Chamorro va ser castigada amb la confiscació dels seus béns. En concret, els càrrecs que se li van imputar van ser els d'haver posat la seva casa a disposició dels insurgents perquè servís de caserna i lloc d'emmagatzematge de pólvora i sacs de metralla per a ser utilitzats el matí del 21 d'abril, així com a espai per a reunions polítiques de cabdills revolucionaris. Aquestes accions també es recullen en la Guia il·lustrada de Granada, editada el 1941 per Rodolfo Poessy.
Tanmateix, la seva participació en aquesta revolució ha estat posada en dubte per alguns historiadors al no trobar-se la documentació relativa a la causa contra ella. En altres fòrums intel·lectuals, per contra, es reivindica la seva figura i, fins i tot, es denuncia que el seu nom aparegui a la placa posterior de l'obelisc commemoratiu de la independència i no en un lloc més preeminent. Així mateix, se li atribueix també una participació activa en l'alçament al costat de Juan Argüello i Manuel Antonio de la Truja de la declaració d'independència de la ciutat de Granada respecte d'Espanya, indicant que Josefa Chamorro i el rector de la ciutat van ser qui van llegir el ban d'independència, el que li va suposar compartir presó amb altres insurgents a la Costa Atlàntica d'Hondures.

## Homenatges
El seu nom figura en una de les plaques de marbre que hi ha a l'Obelisc de la Independència, situat a la Placeta de los Leones de la ciutat de Granada.

La seva consideració d'heroïna popular també ve avalada pel sonet que el poeta Enrique Fernández Morales li va dedicar el 1960 a la seva obra Retratos.
Joya tan rara, nunca las miradas envidiaron en manos de azucenas. No es de oro, en Ley, esta cadena, que la Ley ciñó en manos delicadas. Al desaire las trenzas perfumadas, alta la frente, pose y serena, como su fuera al baile y la verbena, de mantilla y de manos enjoyadas, entre el hosco estupor de las aceras, rugen aires de incendio, ose fieras, cuando pasan los altos purpurados y reina en fin en pos de la justicia, doña Chepa Chamorro, la patricia, camina entre dos filas de soldados.